# Barbara Gantenbein

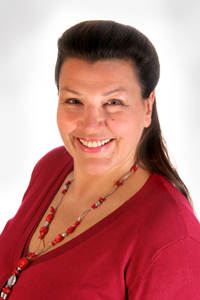
Barbara Gantenbein, 2010

Barbara Gantenbein (* 1. Juli 1961 in Frankfurt am Main) ist eine deutsch-schweizerische Journalistin und Autorin von Kriminalromanen.

## Leben
Gantenbein studierte Marketing-Kommunikation und Psychologie in Frankfurt und Berlin und arbeitete für internationale Werbeagenturen, Radio- und Fernsehsender. In ihrer Zeit als Werbetexterin und Creative Grouphead war sie beteiligt an Kampagnen für Fiat Panda, Nutella, Iglo und Kitekat.
Ihre journalistische Karriere begann 1990 als Redakteurin und Moderatorin bei Radio Antenne Niedersachsen in Hannover. Später wechselte sie nach Berlin zu 104.6 RTL. 1993 begann ihre Fernsehkarriere bei Sat.1. Dort wurde sie zunächst Chef vom Dienst, moderierte außerdem von 1993 bis 1995 als Nachrichtensprecherin die FrühNews und war bis 2009 als Reporterin im Bild, u. a. als Autotesterin.
Gantenbein veröffentlichte seit 2003 diverse Kurzgeschichten und Kriminalromane.
Einige Zeit lebte sie in Australien und Spanien, heute ist sie freie Autorin und wohnt mit Mann und Sohn in Berlin.

## Auszeichnungen
- 1. AV-Medienpreis des Institut für Zweiradsicherheit 1994 als Fachjournalistin

## Veröffentlichungen

### Bücher
- Todesspiel in Friedenau. Edition Karo, Berlin 2009, ISBN 978-3-937881-08-9.

### In Anthologien
- Das nasse Grab. In: Tödliches von Haff und Hering. Mitteldeutscher Verlag, Halle (Saale) 2008, ISBN 978-3-89812-536-9.
- Still ruht der See. In: Still und starr ruht die Spree. Edition karo, Berlin 2005, ISBN 3-937-881-03-4.
- Vanillehörndl sind der Gipfel. In: Audio-CD Krimi zu Praxis Deutsch Nr. 192. Friedrich Verlag, Seelze 2005, ISBN 978-3-617-32577-3.
- Die im Dunkeln sieht man nicht. In: Paradies ist teuer. Edition karo, Berlin 2004, ISBN 3-937-881-01-8.
- Über Geschmack lässt sich nicht streiten. In: Liebestöter. Scherz, Bern 2003, ISBN 3-502-51888-2.

### E-Books
- Kirchenfreizeit. beam – der eBook Shop, 2011.
- Der Spielplatzmörder. Duck-Media 2014, ISBN 978-3-930748-00-6 (ePuB) bzw. ISBN  978-3-930748-01-3 (Kindle/Mobipocket).
- Der Jackpotmörder. Duck-Media 2015, ISBN 978-3930748-02-0 (ePuB) bzw. ISBN 978-3-930748-03-7  (Kindle/Mobipocket).